# 우리 사랑하지 말아요
〈우리 사랑하지 말아요〉(영어: Let's Not Fall In Love)는 대한민국의 음악 그룹 빅뱅의 노래이다. 이 노래는 2015년 8월 5일, YG 엔터테인먼트를 통해 디지털 음원으로 발매되었다. MADE 시리즈의 E의 두 번째 노래이다. 이 노래는 2015년 7월 30일에 발표 되었다.

## 차트 성적
"우리 사랑하지 말아요"는 가온 차트에서 발매 첫 주 314,944 디지털 카피의 판매량을 기록해, 디지털 차트와 다운로드 차트 1위를 차지하였고, 스트리밍 차트에서 3위와 모바일 차트 4위, BGM 차트에서 11위를 기록했다. 이후, 2주차에 145,026 디지털 카피를 판매해 2주 연속 디지털 차트 1위를 기록했다. 가온 월간 디지털 차트에서도 1위를 기록해, 빅뱅은 지난 5월 "Loser"를 시작으로 4개월 연속 가온 월간 차트 1위라는 가요계 전무후무한 대기록을 세웠다.
이 노래는 미국 빌보드 월드 디지털 송 차트에서 1위를 차지하며, 빅뱅으로써는 세 번째 1위 기록으로 월드 디지털 송 차트에서 가장 많은 1위를 차지한 싸이와 동률을 기록했다. 뮤직 비디오는 중국의 QQ 뮤직 뮤직 비디오 차트에서 1위를 차지하였다.

## 평가
이 노래는 음악 평론가들로부터 긍정적인 평가를 받았다. 이 노래는 감성 팝 발라드 곡으로 T.O.P은 곡에 대해 “얼핏 들으면 나쁜 남자의 이별로 들릴 수 있지만 사랑의 끝을 아는 남자가 애초부터 사랑에 빠지지 말자는 이야기를 하는 내용”이라고 설명했다.
빌보드는 "우리 사랑하지 말아요"에 대해 “슬픈 멜로디와 댄스 비트가 어우러진 '우리 사랑하지 말아요'는 빅뱅의 본래 스타일을 고수하면서도 T.O.P과 지드래곤의 보컬로 신선함을 더했다”고 언급했다.
이 노래는 발매한지 일주일만에, 유튜브 조회수 1,000만을 돌파했다.

## 뮤직 비디오
"우리 사랑하지 말아요"의 뮤직 비디오는 빅뱅의 "Love Song", "Blue", "Bad Boy", "Monster", "Loser" 등 빅뱅의 수많은 뮤직 비디오를 연출한 한사민 감독이 맡았다. 뮤직 비디오는 2015년 8월 4일 11시부터 네이버를 통해 방송 된 ‘빅뱅 카운트다운 라이브 with V앱’에서 최초 공개되었으며, 8월 5일 자정 12시에 각각 음원 사이트에 곡을 발표한 이후 40분 후에 유튜브를 통해 공개되었다. 전체적으로 민트빛을 띄고 있는 뮤직 비디오에서 빅뱅 멤버들은 하연수(T.O.P), 서예지(지드래곤), Lauren Tse(태양), 김윤혜(대성), 이호정(승리)의 파트너 연기자들과 함께 사랑스러운 커플 연기를 선보였다.
미국 빌보드는 “빅뱅의 'MADE' 시리즈 중 마지막 ‘E’ 앨범이 대미를 장식했다”고 보도하며 “유튜브 조회수 기준 '우리 사랑하지 말아요'가 8월 미국과 전세계에서 가장 많이 본 K-Pop 뮤직비디오에 선정됐다”고 밝혔다.

## 차트
| 차트 (2015)                        | 최고 순위 |
| ---------------------------------- | --------- |
| 대한민국 (가온 주간 싱글 차트)     | 1         |
| 대한민국 (가온 주간 다운로드 차트) | 1         |
| 대한민국 (가온 주간 스트리밍 차트) | 1         |
| 대한민국 (가온 주간 모바일 차트)   | 2         |
| 대한민국 (가온 월간 싱글 차트)     | 1         |
| 대한민국 (가온 월간 스트리밍 차트) | 1         |
| 대한민국 (가온 월간 다운로드 차트) | 2         |
| 대한민국 (가온 월간 모바일 차트)   | 3         |
| 미국 월드 디지털 송 차트 (빌보드)  | 1         |

### 판매량
| 차트                              | 판매량    |
| --------------------------------- | --------- |
| 대한민국 가온 디지털 차트         | 1,021,120 |
| 미국 월드 디지털 송 차트 (빌보드) | 7,000     |

## 발매일
| 국가     | 날짜            | 포맷            | 레이블                   |
| -------- | --------------- | --------------- | ------------------------ |
| 대한민국 | 2015년 8월 5일  | 디지털 다운로드 | YG 엔터테인먼트, KT 뮤직 |
| 세계     | 2015년 8월 5일  | 디지털 다운로드 | YG 엔터테인먼트, KT 뮤직 |
| 일본     | 2015년 8월 12일 | 디지털 다운로드 | YG 엔터테인먼트, YGEX    |